# 安塔拉·比斯瓦斯
安塔拉·比斯瓦斯（英語：Antara Biswas，1982年11月21日—），也被称为Mona Lisa，是一个印度女演员。 她完成了超过50部博杰普尔语电影，也出现在印地语，孟加拉语，奥里亚语，泰米尔语，卡纳达语和泰卢固语电影。 她是印度Bigg Boss节目第十季的参赛者。